# 吾妻耶山
吾妻耶山（あづまやさん）は、群馬県利根郡みなかみ町に位置する山で、ぐんま百名山である。標高は1,341メートル。

## 登山ルート
- 仏岩ポケットパークより、山頂まで約2時間30分。

## ギャラリー

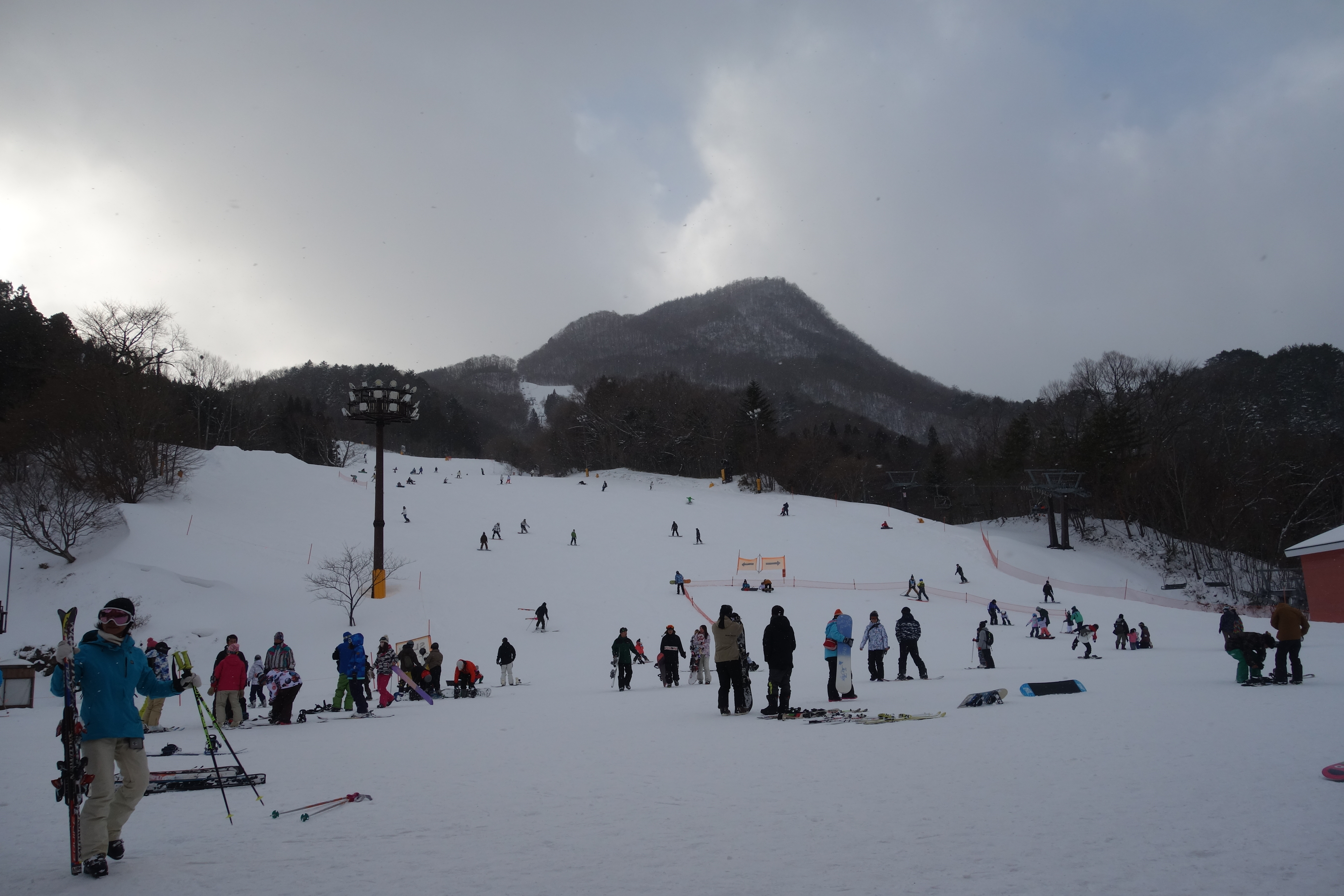
ノルン水上スキー場の下からの吾妻耶山
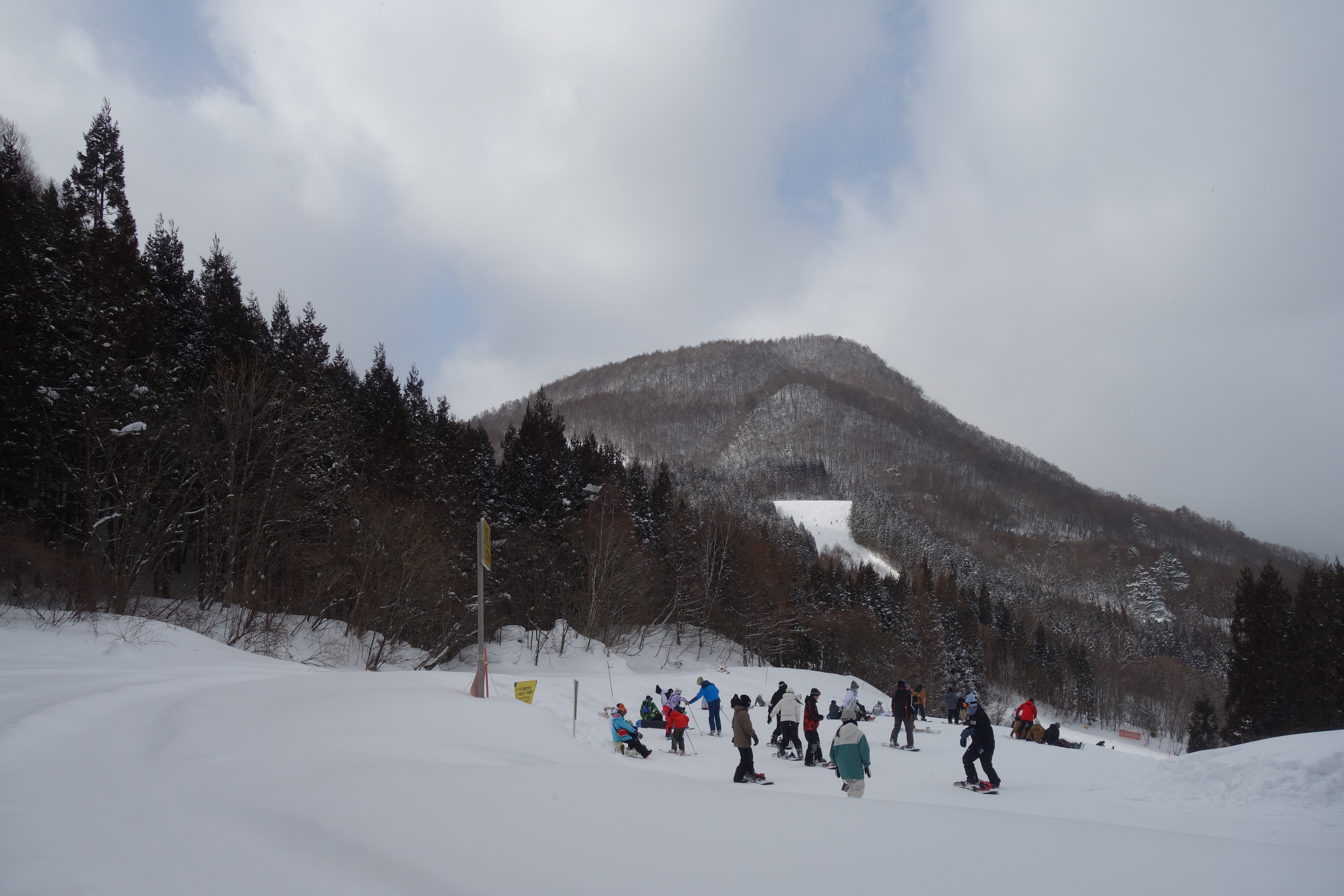
ノルン水上スキー場の上からの吾妻耶山
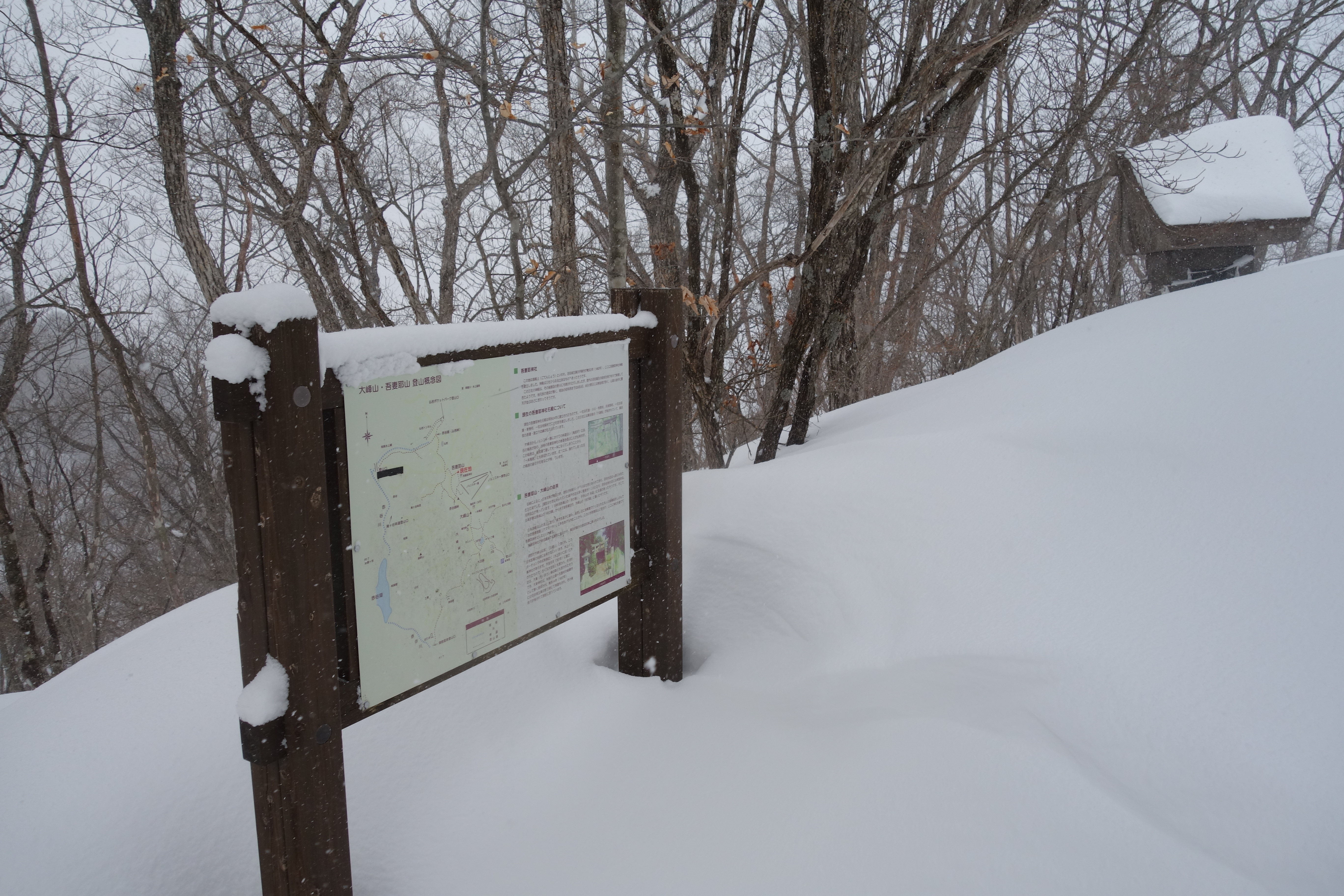
雪に埋もれた吾妻耶山山頂
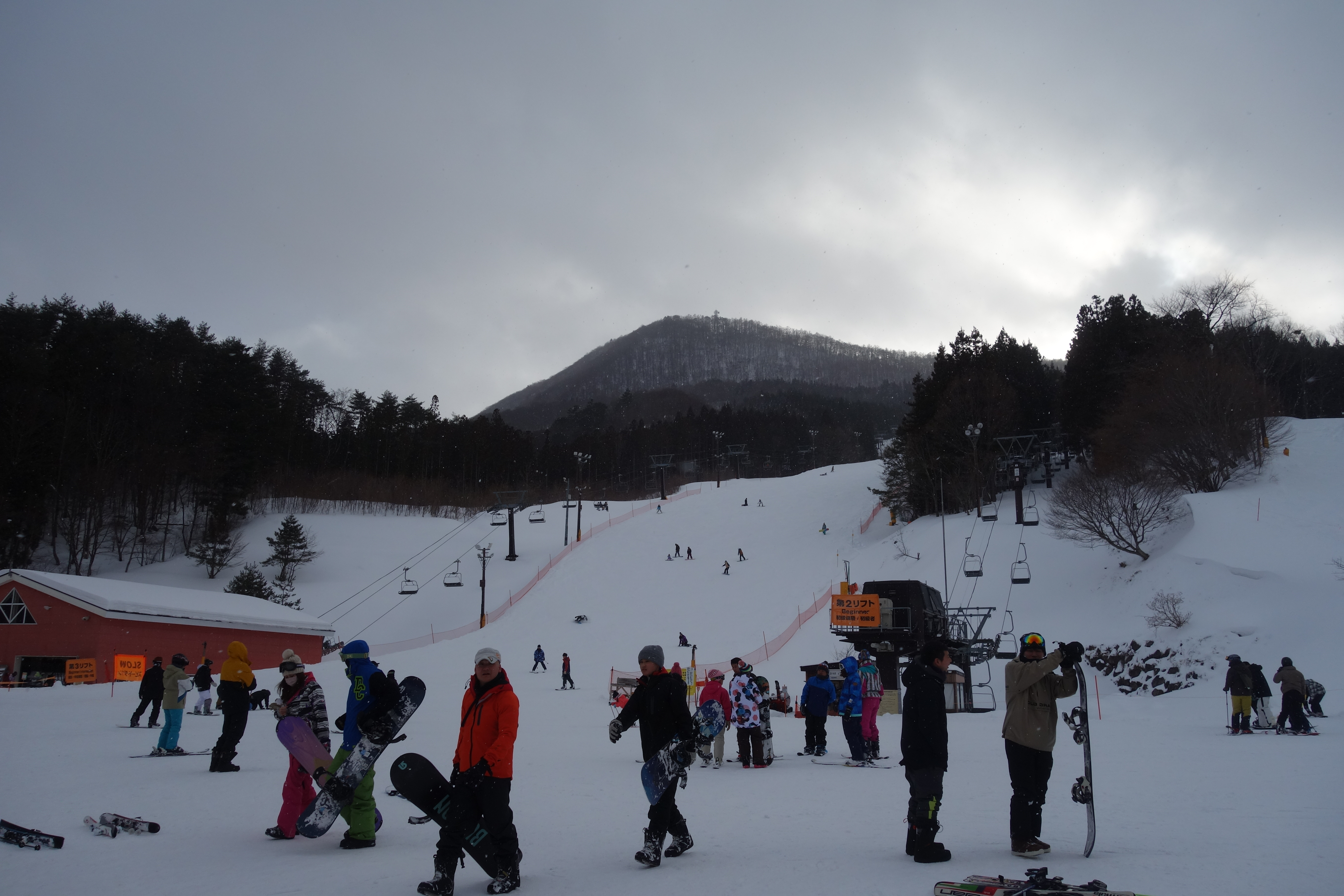
ノルン水上スキー場の下からの大峰山
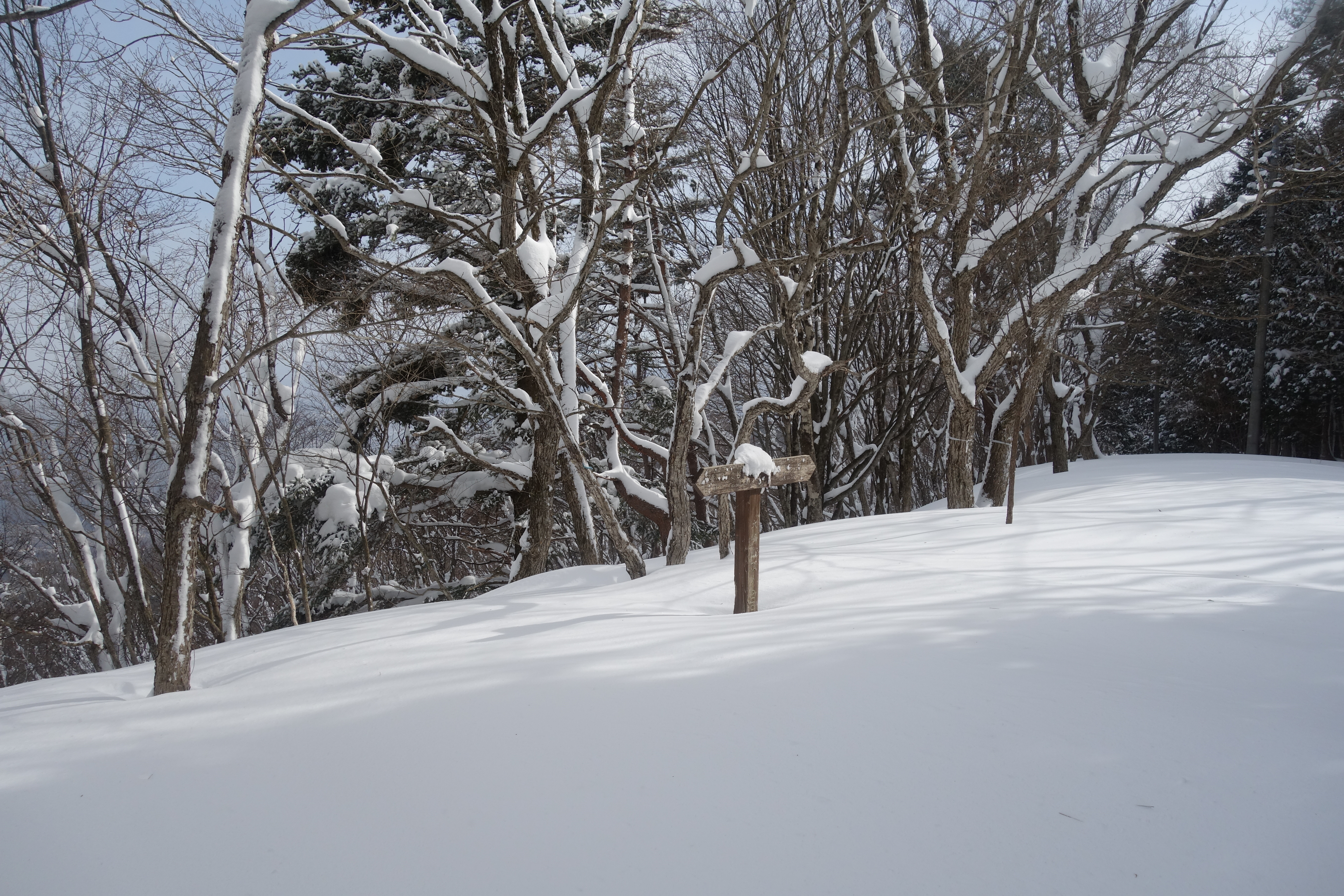
雪に埋もれた大峰山山頂

## 周辺の山々・名所
- 大峰山 (群馬県)
- ノルン水上スキー場
- 大峰沼[2]
- 群馬サイクルスポーツセンター
- 大峰神社（だいほうじんじゃ）[3]
- 鈴森の湯[4]

## 河川
- 阿能川
- 利根川

## アクセス
- 関越自動車道水上インターチェンジより、国道291号・群馬県道270号相俣湯原線で仏岩ポケットパークまで約20分。